# Feminismo Mizrahi
O feminismo Mizrahi é um movimento dentro do feminismo israelense, que busca libertar as mulheres mizrahim das categorias binárias de mizrahim-asquenazes e homens-mulheres. O feminismo mizrahi é inspirado tanto no feminismo negro como no feminismo interseccional e procura promover a libertação das mulheres e a igualdade social através do reconhecimento do lugar específico que as mulheres mizrahim ocupam no mapa social e de todas as formas como isso as afeta.

## Conceitos
Algumas das pesquisas sociológicas sobre etnicidade e gênero na sociedade israelita descrevem e analisam as formas como os judeus mizrahim são excluídos e marginalizados pela hegemonia asquenaze, bem como as formas como as mulheres são excluídas e marginalizadas pela estrutura social patriarcal, pelo trabalho mercado e o Estado.
Embora o feminismo marxista tivesse anteriormente ligado o fator de opressão de gênero ao de classe, foi o feminismo mizrahim que apontou para a estreita relação que existe em Israel entre o fator de classe e o fator étnico, e assim procurou ligar mais estreitamente o discurso sociológico sobre os mizrahim ao discurso sociológico sobre as mulheres em Israel. A afirmação básica do feminismo mizrahim é que as mulheres das classes mais baixas se encontram posicionadas não apenas nas margens da escala de classe, abaixo dos homens, mas também abaixo das mulheres das classes mais altas. Portanto, as diferenças entre grupos de mulheres são por vezes maiores do que as diferenças entre homens e mulheres do mesmo grupo social.
O feminismo mizrahim procura distinguir entre a categoria “mulheres mizrahim” e outras categorias dentro das quais podem ser incluídas, como no grupo “Mizrahim” e no grupo “mulheres”; também procura expressar os aspectos diferentes e únicos da identidade das mulheres mizrahim. De acordo com este movimento, as mulheres mizrahim possuem uma história de vida diferente das mulheres asquenazes, que inclui a subordinação não apenas como a categoria de “mulheres”, mas também como a categoria de “Mizrahim”. Em outras palavras, o reconhecimento do ponto único de interseccionalidade entre os dois.
Vicki Shiran, a mãe fundadora do feminismo mizrahi em Israel, escreveu a seguinte descrição:
| “ | Na vida de uma feminista Mizrahi, as opressões baseadas em gênero se intersectam com as étnicas e, muitas vezes, também com as baseadas em classe. Assim, ela se vê lutando em várias frentes: contra a opressão masculina, a opressão masculina Mizrahi, a opressão étnica por parte de mulheres e homens Ashkenazi, e seus opressores e exploradores como membro da classe social mais baixa. Além disso, as feministas Mizrahi estão cientes de sua própria posição opressora como parte da maioria judaica que oprime a minoria árabe-palestina, tanto mulheres quanto homens. Tudo isso exige que ela adote uma visão de mundo complexa, olhe criticamente para si mesma e suas ações, mova-se de maneira fluida entre identidades diferentes e conflitantes e, mais importante, crie um novo mundo por meio da erradicação não violenta do velho mundo opressor... O feminismo Mizrahi aponta para os mecanismos de opressão dentro do próprio feminismo, que oprimem e marginalizam as mulheres ao escolherem ignorar suas estruturas de poder inerentes. O feminismo Mizrahi, portanto, expõe a prática prevalente do feminismo Ashkenazi de se articular como um feminismo que representa todas as mulheres, e de apresentar a agenda particular das mulheres Ashkenazi das classes alta e média como se fosse uma agenda universal que reflete as prioridades de todas as mulheres em Israel. | ” |

A acadêmica feminista mizrahi Ktzia Alon aponta que embora o feminismo Mizrahi abra uma rica área de discurso, ele também desperta profundo conflito, dado que tanto o conceito de "feminismo" quanto o conceito de "Mizrahi" estão repletos de controvérsia em Israel, quando juntos tal conflito é muito intensificado. Henriette Dahan Kalev, apresenta três conclusões teóricas da análise feminista de Mizrahi: “Primeiro, a cegueira, a transparência e a exclusão de categorias sociais não são apenas binárias, ocorrendo por parte da hegemonia em relação aos grupos marginais. também existem entre grupos que não são hegemônicos e dentro deles os grupos marginalizados e oprimidos não estão isentos de serem eles próprios discriminatórios. Em segundo lugar, uma compreensão da diferença entre transparência, exclusão e marginalização é essencial para chegar às soluções necessárias para a mudança social, seja pela legislação ou pela luta política. Terceiro, o reconhecimento legal e a ação afirmativa estão condicionados à existência de uma luta política para preparar o caminho para o reconhecimento público que deve preceder o reconhecimento legal.
A poetisa feminista Mizrahi, Esther Shekalim, escreveu:
| “ | "Sou uma mulher em toda a minha totalidade, sou israelense, sou persa, sou religiosa, estou sozinha, mas ficaria feliz em encontrar um parceiro. Cada um desses elementos é uma parte crucial da minha identidade. Também sou a favor da igualdade de gênero e, com certeza, escrevo poesia feminina porque sei que, se eu não fizer pela minha identidade como mulher, ninguém mais fará isso por mim." | ” |

## História
A 10ª Conferência Feminista, que ocorreu entre 16 e 18 de junho de 1994 em Givat Haviva, foi considerada o evento definidor que marcou o nascimento do feminismo Mizrahi em Israel.
Na década de 1980 e no início da década de 1990, foram feitas tentativas de colocar o feminismo Mizrahi na agenda feminista em Israel, a fim de chamar a atenção para a gama de questões relacionadas com as experiências de vida únicas das mulheres não brancas. As feministas Mizrahi alegaram que o feminismo israelita, que pretende representar todas as mulheres, na verdade representa apenas os interesses das mulheres Ashkenazi das classes socioeconômicas mais elevadas e ignora os problemas únicos das mulheres Mizrahim. As feministas Mizrahim também alegaram que sofreram opressão e discriminação por parte das feministas brancas no decorrer das suas atividades no movimento feminista. Exigiram o reconhecimento da discriminação que enfrentam por motivos étnicos e de classe dentro e fora do movimento feminista, a formulação de uma nova agenda feminista que inclua as necessidades e interesses das mulheres Mizrahim, e uma distribuição igualitária de recursos, controle da tomada de decisões e representação nas principais organizações do movimento feminista, nas quais as feministas Ashkenazi detinham o controle exclusivo.

Depois de falharem nas suas tentativas de colocar as suas questões na agenda feminista e ganhar representação dentro do movimento, um grupo de mulheres Mizrahim, entre elas Ella Shohat, Tikva Levy, Mira Eliezer, Henriette Dahan-Kalev, Neta Amar, Vicki Shiran e outras, iniciou uma ação para "pegar o microfone" na 10ª Conferência Feminista em Givat Haviva em 1994. Desta vez, escolheram conscientemente um plano de ação que garantiria que não pudessem ser ignoradas, mesmo ao custo de um confronto aberto com as feministas Asquenazes. As feministas Mizrahim envolveram-se num protesto furioso no evento e invadiram o palco durante o debate ideológico, acusando as feministas asquenazes de racismo, opressão e exclusão, e começaram a narrar e descrever as suas experiências como mizrahim em Israel. Entre as suas histórias, as mulheres contaram como os seus nomes foram tirados delas e mudados para nomes israelitas após a sua chegada a Israel, o tratamento degradante e o racismo que era e continua a ser endêmico na sociedade e nas instituições israelitas, atitudes que as pressionaram ou forçaram a negar e abandonar a sua cultura árabe e as suas línguas de origem para se integrarem na sociedade israelita.
A discussão tempestuosa que se desenvolveu na conferência foi conduzida em voz alta e com expressões de raiva e indignação e das feministas Mizrahim, e a discussão original que estava planejada para a noite foi totalmente interrompida, substituída por uma batalha aberta entre os participantes, que foram divididos em dois grupos de acordo com as suas posições sobre a questão Mizrahi. As mulheres Asquenazes, tanto como indivíduos como representantes de organizações como a Rede de Mulheres de Israel e a Voz das Mulheres, rejeitaram veementemente as alegações de que eram parceiras na opressão das feministas Mizrahim e alegaram que a questão étnica era obsoleta e irrelevante para o feminismo. As mulheres Mizrahim, por outro lado, acusaram as mulheres Ashkenazi de silenciá-las e de cegueira para as intersecções de gênero, identidade étnica e de classe das mulheres Mizrahim e exigiram o reconhecimento Asquenaze de que os Mizrahim e as lutas étnicas também afetam a vida das mulheres e deveriam ser integradas imediatamente na luta feminista israelense.

### As implicações dos acontecimentos da conferência sobre a luta feminista Mizrahi
Após os acontecimentos da conferência e a recusa das feministas asquenazes em reconhecer as exigências das feministas mizrahim, algumas dessas sentiram que não tinham escolha senão separar-se do movimento feminista e agir separadamente. Organizaram a primeira conferência feminista Mizrahi, que teve lugar em 1996, e tratou da história da opressão Mizrahi em Israel, incluindo questões desde a infância das participantes até à fatídica conferência feminista menos de dois anos antes. As implicações sociais e políticas de lidar de frente com a opressão, a discriminação e a humilhação que foram e ainda são o destino das mulheres Mizrahi incluíram o desenvolvimento da consciência feminista Mizrahi entre muitas mulheres Mizrahim, que nunca antes tinham visto o feminismo como um movimento. isso era relevante para eles. Mais tarde, após a formulação da teoria feminista Mizrahi e a coesão do grupo num movimento solidamente independente, as feministas Mizrahim alargaram as suas áreas de atividade, seja em áreas há muito reconhecidas do feminismo, como legislação, educação e cultura, ou no fundação de organizações feministas exclusivamente Mizrahi, cujo principal exemplo é Achoti - para Mulheres em Israel, que foi fundada em 2000 e opera de acordo com os princípios do feminismo Mizrahi, fornecendo serviços como fóruns e workshops, um centro comunitário, uma editora, ação política, educação e muito mais.

## Questões no Feminismo Mizrahi
Tal como qualquer movimento étnico, o feminismo Mizrahi lida com a opressão específica que ocorre na intersecção entre a etnicidade Mizrahi e o gênero. Algumas das questões específicas enfrentadas pelas mulheres Mizrahi em Israel, e particularmente diferenciando o feminismo Mizrahi do feminismo Asquenaze, incluem:
- A colocação histórica dos imigrantes Mizrahim na periferia geográfica em Israel, com tudo o que isso implica, tais como dificuldades econômicas, falta de acesso a recursos, canalização da juventude para escolas profissionais e trabalhos menos valorizados, e assim por diante.[11]
- A capacidade de reconciliar a religião, ou pelo menos a tradição judaica, com o feminismo. A cultura Mizrahi mantém um apego mais próximo à tradição do que a cultura hegemônica aquenaze, que é em grande parte secular. O feminismo, em particular, foi importado para Israel na década de 1970 por imigrantes americanos e, portanto, estava especialmente despreparado para incluir este grupo muito diferente, de muitas perspectivas, incluindo língua, participação na força de trabalho, religião, estatuto econômico e muito mais.[12]
- Racismo e discriminação racial - escolas, locais de trabalho, política, exército (especialmente fundamental para a vida israelita), grupos de jovens e outros contextos ainda são largamente (se não oficialmente) segregados em Israel, perpetuando estereótipos raciais e discriminação aberta, com todas as suas consequências - por exemplo, há uma grande disparidade na demografia dos processos criminais e das prisões em Israel.[1]
- No exército, juntamente com a integração Mizrahi em Israel. "Mizrahi" é um termo quase exclusivo de Israel, usado para incluir todos os judeus que vieram de países árabes ou muçulmanos para Israel. Contudo, nos seus países de origem, grupos iraquianos, egípcios, persas, marroquinos, gregos, azerbaijanos, turcos e outros grupos judaicos, de países e continentes totalmente díspares, não partilhavam necessariamente língua, cultura ou tradição. No entanto, no "caldeirão" israelita, eles começaram a partilhar um destino comum - como sujeitos inferiores, trazidos para Israel para fazerem "trabalho sujo" e ajudarem o país recém-formado. Os imigrantes Mizrahim foram, portanto, intencionalmente colocados como um baluarte contra a invasão árabe da Jordânia/Judéia e Samaria, com o duplo propósito de mantê-los longe dos centros das cidades asquenazes. Os jovens Mizrahim também foram colocados no centro do conflito, uma vez que são canalizados para unidades de infantaria de combate nas forças armadas de Israel, colocando-os como linha de frente. Para as mulheres, o conflito militar gira em torno dos papéis desempenhados pelos maridos e filhos, incluindo ramificações como o TEPT persistente - ao mesmo tempo que elas próprias ainda são vistas como inferiores na sociedade em geral e o seu poder aquisitivo é reduzido.

## Inspirações
O feminismo Mizrahi tira grande parte da sua inspiração do feminismo negro, que procura abandonar a perspectiva feminista branca universal. Enquanto o feminismo branco tenta criar uma identidade feminina universal, o feminismo afro-americano postula que as mulheres afro-americanas têm uma agenda diferente da das mulheres brancas, que decorre de uma história de vida diferente: uma história de vida que consiste em exclusão, marginalização e transparência social e cultural. E que, portanto, as mulheres negras devem reconhecer que não podem visualizar toda a agenda feminista através da filiação e pertencimento à categoria social hegemônica (isto é, brancas), e ignorar a existência de outras categorias de mulheres transparentes e excluídas.